# Alfonso San Miguel
Alfonso San Miguel est un physicien franco-espagnol. Professeur à l'université Lyon 1 et chercheur à l'Institut lumière matière associé au CNRS, il est spécialiste en physique de la matière condensée sous conditions extrêmes de pression et en nano-sciences. En 2023, il participe à la découverte du seul exemplaire connu de l'expérience d'Einstein-de Haas, unique expérience réalisée par Albert Einstein,.

## Biographie
Suivant une scolarité sur l'île d'Ibiza, Alfonso San Miguel a obtenu un master de physique à l'Université Centrale de Barcelone en 1989 et a soutenu sa thèse de doctorat à l'Université Pierre et Marie Curie en 1993.

### Carrière académique
Alfonso San Miguel est responsable d'un des instruments de recherche à l'European Synchrotron Radiation Facility (ESRF, Grenoble) puis, il rejoint l'Université Claude Bernard Lyon 1 en 1997 en tant que maître de conférences, devenant professeur en 2003. Il a dirigé plusieurs structures de recherche incluant des plateformes expérimentales, des équipes de recherche, des laboratoires de recherche, comme le Laboratoire de physique de la matière condensée et nanostructures et des fédérations de recherches, comme la Fédération de Recherche André-Marie Ampère. En 2013, il a participé à la création de l'Institut Lumière Matière, et fait partie de sa première équipe de direction.

### Recherches
Les recherches d'Alfonso San Miguel portent principalement sûr l'étude de solides et liquides sous conditions extrêmes de pression. On peut souligner ses travaux sur le diagramme de phase des halogènes où il a pu établir des transitions de phases grâce à une sensitivité dans la mesure de la distance de la molécule de 50 fm (femto-mètre) par GPa (giga-pascal) .
Ses recherches, qui portent sur des sujets tels que les nanotubes de carbone et le graphène, ont contribué à des avancées significatives dans la compréhension des transitions de phase à l'échelle nanométrique et mésoscopique. Il a également produit un diagramme de phase sous pression des nanotubes de carbone de très haute précision, démontrant les limites de la physique des milieux continus dans ce type de systèmes.

### Positions récentes
Depuis 2020, Alfonso San Miguel est président de la section Rhône de la Société Française de Physique et depuis 2021 président de la Société des Amis d'André-Marie Ampère, qui dirige le musée Ampère,,.

### Découverte notable
En 2023, Alfonso San Miguel a participé à la découverte dans les réserves du Musée Ampère du seul exemplaire complet original existant de l'expérience d'Einstein-de Haas, seule expérience conçue, réalisée et publiée par Albert Einstein,,,.

## Distinctions
Alfonso San Miguel est membre correspondant de l’Académie des Sciences, Belles Lettres et Arts de Lyon

## Ouvrages
- Alfonso San Miguel (dir.), La Physique à Lyon : une galerie de portraits depuis Ampère, MSM Éditions, 2024, 256 p. (ISBN 978-2350801766)
- (en) Marco Grioni, Carlo Lamberti et Alfonso San Miguel (dirs.), Applications of Synchrotron Radiation: VI, Springer-Verlag, 2002 (ISBN 2863322478, lire en ligne)